# بيرني وينر
بيرني وينر (بالإنجليزية: Bernie Weiner)‏ هو لاعب كرة قدم أمريكية أمريكي، ولد في 24 يناير 1918 في نيوآرك في الولايات المتحدة، وتوفي في 25 أكتوبر 2004 في ويست أورنج في الولايات المتحدة.